# Gotha Go 242
Гота Go 242 (нім. Gotha Go 242) — німецький військово-транспортний планер часів Другої світової війни. Планер розроблявся, як поліпшена версія DFS 230, з кращими тактико-технічними характеристиками та можливістю перекидання повітрям більшої кількості десантників. Незважаючи на відносну дешевизну та непогані характеристики, планери застосовувалися дуже рідко, і в основному, для забезпечення блокованих або оточених німецьких військ в ході боїв. Через свою тихохідність зазнавали серйозних втрат від вогню зенітної артилерії. На основі цього планера був розроблений військово-транспортний літак Gotha Go 244.